# Daniel Igali
Daniel Baraladei Igali (ur. 3 lutego 1974) – nigeryjski, a od 1998 roku kanadyjski zapaśnik walczący w obu stylach. Dwukrotny olimpijczyk. Złoty medalista z Sydney 2000 w wadze 69 kg i szósty w Atenach 2004 w kategorii 74 kg.
Pięciokrotny uczestnik mistrzostw świata, złoto w 1999. Drugi w Pucharze Świata w 1999. Zdobył brązowy medal na igrzyskach panamerykańskich w 1999. Wicemistrz igrzysk afrykańskich w 1991. Trzykrotny medalista mistrzostw Afryki w 1993 i 1994. Zwyciężył na Igrzyskach Wspólnoty Narodów w 2002 i dziewiąty w 1994 roku.